# 영광의 아이들
《영광의 아이들》(영어: Children Of Glory)는 2006년에 개봉한 1956년 헝가리 혁명 배경으로 한 헝가리 영화이다. 2006년 헝가리영화제 대상 및 최다 관객상을 받았다.

## 출연
- 이반 펜요 - 카르치 차보
- 카타 도보 - 비키 팔크
- 산도르 크자니 - 티비 바모스
- 페터 하우만 - 페리
- 카롤리 게스체시 - 텔키 코치
- 빅토리아 스자바이 - 에스더
- 일디코 반사기 - 카르치의 어머니
- 타마스 조르단 - 카르치의 할아버지
- 다니엘 가보리 - 카르치의 동생
- 타마스 케레스테시 - 이미 악스

## 한국판 성우진(KBS)
- 이재용 - 카르치 차보(이반 펜요)
- 문선희 - 비키 팔크(카타 도보)
- 양석정 - 티비 바모스(산도르 크자니)
- 사성웅 - 텔키 코치(카롤리 게스체시) / 프랭크(크리스티안 콜로브라트닉)
- 김관진 - 노디(야노스 쉬머)
- 김소형 - 페리(페터 하우만)
- 장우영 - 카르치의 어머니(일디코 반사기)
- 류다무현 - 카르치의 할아버지(타마스 조르단)
- 이규석 - 연치(졸트 후사르)
- 위훈 - 동료 수구 선수(로베르트 마튼)
- 최정호 - 이미 악스(타마스 케레스테시)
- 윤동기 - 동료 수구 선수(케레츠테스 타마스)
- 곽윤상 - 동료 수구 선수(카롤리 게츠테시) / 라디오 방송
- 은정 - 에스더(빅토리아 스자바이)
- 안영아 - 카르치의 동생(다니엘 가보리)